# Warandeloop (Nederland)

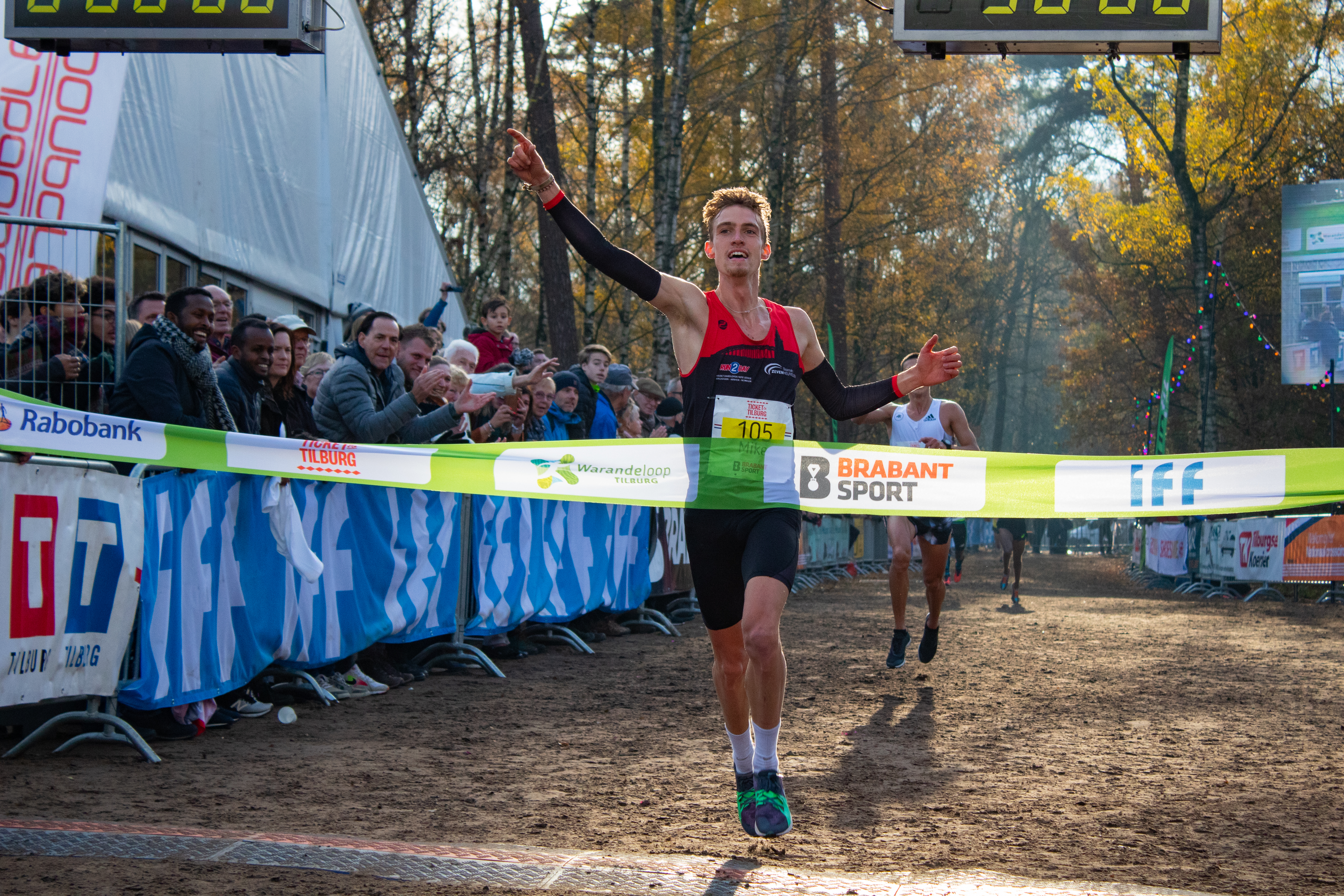
Mike Foppen winnaar van de Warandeloop van 2019

De Warandeloop is een internationale hardloopwedstrijd die in november 2015 voor de zevenenvijftigste keer gehouden is, in het Tilburgse sterrenbos de Oude Warande. Het evenement trok ruim 5000 lopers en 12.500 toeschouwers. Het bekendst zijn de zondagse veldlopen, maar daarnaast is er op zaterdag en zondag een uitgebreid programma met meer of minder recreatieve wedstrijden zoals de halve marathon, diverse trimlopen, businessrun en nordic walking. De jeugd loopt op zaterdag, terwijl gehandicapten, junioren, senioren en veteranen op zondag aan de start komen. De eerste editie was in 1956, eveneens in november. Vooral sinds 1971 heeft de loop zich van een regionale cross ontwikkeld tot een evenement met internationale allure. Sinds 1992 is ze een tweedaags evenement.
De Warandeloop maakt in het seizoen 2015/2016 deel uit van het nationaal Lotto Crosscircuit, samen met de Sylvestercross, de Abdijcross, de Mastboscross en het NK Cross in Oldenzaal.

## Organisatie
De Warandeloop wordt georganiseerd door de Stichting Warandeloop en atletiekvereniging AV Attila die zeer veel vrijwilligers levert. Van een regionale cross begon de wedstrijd zich vanaf 1971 nationaal en door Belgische deelname ook voorzichtig internationaal te ontwikkelen, met voor Nederland ongekende zaken als onkostenvergoedingen en sponsoring. Van hoe ver het evenement heeft moeten komen, blijkt uit het feit dat van de meeste edities tot 1973 de gelopen afstand niet bekend is en van sommige edities de winnende tijden ontbreken. De wedstrijd is 47 keer gehouden in november, en in 1967, 1972 en 1974 in december. In 1966, 1968, 1971 en 2020 ging de loop niet door.

## Veldlopen
De veldloopwedstrijden staan hoog aangeschreven. Zo ontving de Warandeloop als enige in Nederland de EAA Cross Permit Meeting van de European Athletic Association, waarmee het Tilburgse evenement tot de top van Europa behoort. Er is ook een korte cross, maar het hoofdonderdeel, het 'Gala Mannen en Vrouwen internationaal' is de veldloop, over 10.000 meter voor de mannen en over 8100 meter voor de vrouwen. Sinds 2007 streeft de organisatie actief naar deelname van landenteams, en stemt om te beginnen de wedstrijddatum af op de Belgische wedstrijdkalender. Voor de meisjes- en jongensjunioren A en B schreven België en Nederland in 2008 teams in; gerekend over deze vier groepen won Nederland nipt. De organisatie had echter ook gehoopt op teams voor de neo-senioren en de senioren, en in het algemeen op meer internationale belangstelling.

### Recente edities
In 2014 wonnen de Nederlanders Khalid Choukoud bij de mannen en Sifan Hassan bij de vrouwen.
De sneeuw van 2008 leverde zowel bij de mannen als bij de vrouwen als unicum een top drie uit de lage landen op, met Nederlandse winnaars. Bij de mannen was dat Michel Butter, voor de Belgen Pieter Desmet en Willem van Hoof. Bij de vrouwen won Hilda Kibet voor landgenote Adriënne Herzog en de Belgische Veerle Dejaeghere. 42 Mannen en 26 vrouwen haalden in de loodzware omstandigheden de eindstreep, waaronder geen enkele Afrikaan, al moet aangetekend worden dat winnares Kibet een geboren Keniaanse is, die sinds 2007 de Nederlandse nationaliteit heeft. Het ontbreken van Afrikaanse deelnemers werd door de organisatie uitgelegd als een gevolg van de grote belangstelling van Europese zijde. Daarbij wordt gewezen op de wedstrijdkalender: met de Europese kampioenschappen enkele weken later beschouwde men de Warandeloop als ideaal trainingsevenement.
De mannenwedstrijd was van halverwege de jaren negentig af voornamelijk door Afrikanen gewonnen, met Tonnie Dirks in 1993 als laatste Nederlandse winnaar. Theo van den Abbeel was in 1983 de laatste zegevierende Belg. In 2007 won Riyad el Mostapha uit Bahrein, in 2006 de Zwitser Christian Belz, in 2005 de Marokkaan Issa Dghoughi en in 2004 Bernard Kipyego uit Kenia.
Bij de vrouwen finishte de Hongaarse Aniko Kalovics in 2008 als vierde, na drie voorgaande edities gewonnen te hebben. Dat deed zij op drie verschillende afstanden; in 2007 ging de vrouwenloop over 7100 en in 2006 over 6200 meter. In 2004 won de Keniaanse Lydia Cheromei over 6500 meter. De laatste Nederlandse winnares was Wilma van Onna in 1991, de laatste Belgische Rudi van Landeghem in 1985. In 2001 won Lornah Kiplagat, maar zij had toen nog de Keniaanse nationaliteit.

### Afstanden, tijden en bijzonderheden
De oudst bekende afstand bij de mannen is de 4800 meter van 1963; in 1970 werd zeven kilometer gelopen, in 1973 waarschijnlijk acht, vanaf 1974 negen en vanaf 1989 tien kilometer. De vrouwen liepen in 1970 1350 meter, in 1974 (en waarschijnlijk in 1973) twee kilometer, dan enkele jaren (waarschijnlijk) 2700 meter. Vanaf 1982 was de afstand 3600 meter, vanaf 1983 4300 meter, dan drie jaar lang vijf kilometer en van 1996 tot 2005 6200 meter, dan een keer 7100 meter en tot aan 2008 8100 meter.
Het record voor het huidige parcours staat op 29.16 en is in 2003 gevestigd door de Keniaan Luke Kibet. De snelste negen kilometer is met 28.00 gelopen door Marti ten Kate. De vrouwen lopen het huidige parcours voor het tweede jaar en Hilda Kibet deed dat met 27.44 sneller dan Aniko Kalovics, die in het voorgaande jaar in 28.05 finishte. Het record over 6200 meter, de afstand die het vaakst op het programma stond, is met 19.35 gevestigd door Susan Chepkemei uit Kenia. Bij de mannen won Tonnie Dirks met vijf keer het vaakst: in 1984, '85, '88, '90 en '93. Bij de vrouwen incasseerde Elly van Hulst het meeste goud: in 1983, '84, '86 en '88.
In 2020 was er geen Warandeloop in verband met de coronamaatregelen in Nederland. 